# Kap Wilson (Südgeorgien)
Kap Wilson ist ein Kap an der Ostseite der Einfahrt zur Bay of Isles an der Nordküste Südgeorgiens.
Der US-amerikanische Ornithologe Robert Cushman Murphy kartierte die Bay of Isles bei seiner Reise mit der Brigg Daisy (1912–1913) und benannte das Kap nach Woodrow Wilson (1856–1924), 28. Präsident der Vereinigten Staaten von 1913 bis 1921.